# Liste des entraîneurs-chefs et directeurs généraux de la LNH
Cette page présente la liste des entraîneurs-chefs et des directeurs généraux de hockey sur glace en poste dans la Ligue nationale de hockey.

## Liste
| Équipe                    | Entraîneur           | Nomination | Coupes Stanley en fonction | Directeur général        | Nomination | Coupes Stanley en fonction |
| ------------------------- | -------------------- | ---------- | -------------------------- | ------------------------ | ---------- | -------------------------- |
| Ducks d'Anaheim           | Joel Quenneville     | 2025       | 0                          | Patrick Verbeek          | 2022       | 0                          |
| Bruins de Boston          | Marco Sturm          | 2025       | 0                          | Donald Sweeney           | 2015       | 0                          |
| Sabres de Buffalo         | Lindy Ruff           | 2024       | 0                          | Kevyn Adams              | 2020       | 0                          |
| Flames de Calgary         | Ryan Huska (en)      | 2023       | 0                          | Craig Conroy             | 2023       | 0                          |
| Hurricanes de la Caroline | Roderick Brind'Amour | 2018       | 0                          | Eric Tulsky (en)         | 2024       | 0                          |
| Blackhawks de Chicago     | Jeff Blashill        | 2022       | 0                          | Kyle Davidson (en)       | 2021       | 0                          |
| Avalanche du Colorado     | Jared Bednar         | 2016       | 1                          | Chris MacFarland         | 2022       | 0                          |
| Blue Jackets de Columbus  | Dean Evason          | 2024       | 0                          | Donald Waddell           | 2024       | 0                          |
| Stars de Dallas           | Peter DeBoer         | 2022       | 0                          | James Nill               | 2013       | 0                          |
| Red Wings de Détroit      | Derek Lalonde (en)   | 2022       | 0                          | Stephen Yzerman          | 2019       | 0                          |
| Oilers d'Edmonton         | Kris Knoblauch (en)  | 2023       | 0                          | Stanley Bowman           | 2024       | 0                          |
| Panthers de la Floride    | Paul Maurice         | 2022       | 1                          | William Zito             | 2020       | 1                          |
| Kings de Los Angeles      | James Hiller (en)    | 2024       | 0                          | Kenneth Holland          | 2025       | 0                          |
| Wild du Minnesota         | John Hynes (en)      | 2023       | 0                          | William Guerin           | 2019       | 0                          |
| Canadiens de Montréal     | Martin St-Louis      | 2022       | 0                          | Kent Hughes              | 2022       | 0                          |
| Predators de Nashville    | Andrew Brunette      | 2023       | 0                          | Barry Trotz              | 2023       | 0                          |
| Devils du New Jersey      | Sheldon Keefe        | 2024       | 0                          | Thomas Fitzgerald        | 2020       | 0                          |
| Islanders de New York     | Patrick Roy          | 2024       | 0                          | Louis Lamoriello         | 2018       | 0                          |
| Rangers de New York       | Peter Laviolette     | 2023       | 0                          | Christopher Drury        | 2021       | 0                          |
| Sénateurs d'Ottawa        | Travis Green         | 2024       | 0                          | Steve Staios             | 2023       | 0                          |
| Flyers de Philadelphie    | Richard Tocchet      | 2025       | 0                          | Daniel Brière            | 2023       | 0                          |
| Penguins de Pittsburgh    | Michael Sullivan     | 2015       | 2                          | Kyle Dubas               | 2023       | 0                          |
| Sharks de San José        | Ryan Warsofsky (en)  | 2024       | 0                          | Michael Grier            | 2022       | 0                          |
| Blues de Saint-Louis      | Jim Montgomery       | 2025       | 0                          | Douglas Armstrong        | 2010       | 1                          |
| Kraken de Seattle         | Daniel Bylsma        | 2024       | 0                          | Ronald Francis*          | 2019       | 0                          |
| Lightning de Tampa Bay    | Jon Cooper           | 2013       | 2                          | Julien BriseBois         | 2018       | 2                          |
| Maple Leafs de Toronto    | Craig Berube         | 2024       | 0                          | Brad Treliving (en)      | 2023       | 0                          |
| Mammoth de l'Utah         | André Tourigny (en)  | 2021       | 0                          | William Armstrong (en)   | 2020       | 0                          |
| Canucks de Vancouver      | Adam Foote           | 2025       | 0                          | Patrik Allvin            | 2022       | 0                          |
| Golden Knights de Vegas   | Bruce Cassidy        | 2022       | 1                          | Kelly McCrimmon          | 2019       | 1                          |
| Capitals de Washington    | Spencer Carbery (en) | 2023       | 0                          | Christopher Patrick (en) | 2024       | 0                          |
| Jets de Winnipeg          | Scott Arniel         | 2024       | 0                          | Kevin Cheveldayoff       | 2011       | 0                          |

* Nommé en 2019, mais la première saison de la franchise est 2021-2022.